# زمین‌لرزه ۲۱ ژوئیه ۱۹۷۶ چین
زمین‌لرزه چین  در تاریخ ۲۱ ژوئیه ۱۹۷۶ میلادی، برابر با ‎۳۰ تیر ۱۳۵۵، ساعت ۱۵:۱۰:۴۵ به زمان یوتی‌سی در چین رخ داد. ژرفای این زلزله ۴ کیلومتر بود. بزرگی آن ۶٫۱ در مقیاس Mw اعلام شده‌است. زمین‌لرزه به وقت محلی در روز چهارشنبه، ساعت ۲۳ روی داده و منطقه زمانی آن یوتی‌سی +۸ بوده‌است .
سازمان زمین‌شناسی آمریکا نیز رومرکز این زمین‌لرزه را در مختصات ۲۴°۴۶′۵۵″شمالی ۹۸°۴۱′۵۳″شرقی / ۲۴٫۷۸۲°شمالی ۹۸٫۶۹۸°شرقی و ژرفای آن را در ۹ کیلومتر گزارش کرده‌است. بزرگی برگزیدهٔ این سازمان از میان بزرگی‌های نختلف محاسبه شده ۶٫۳ در مقیاس Ms بوده و از دید اثر، در میان سه دسته‌بندی «نامحسوس»، «محسوس»، «زیان‌آور» یا «با تلفات»، زلزله را «نامحسوس» اعلام کرده‌است.
پروژهٔ «تنسور گشتاور مرکزوار» زاویه‌های (راستا، شیب، ریک) گسل سازندهٔ زمین‌لرزه و صفحه عمود بر آن را (°۳۳۸، °۸۸، °۱۷۸-) یا (°۲۴۸، °۸۸، °۲-) و نوع گسل را «امتدادلغز» فرارسانده‌است.
شمار کشتگان زلزله حدود ۱۱ نفر و تعداد زخمیان ۹۹ نفر برآورده شده‌است.